# Oekraïense parlementsverkiezingen 1998
De Oekraïense parlementsverkiezingen van 1998 vonden op 28 maart van dat jaar plaats. De verkiezingen werden overtuigend gewonnen door de Communistische Partij van Oekraïne (KPU) van Petro Symonenko. De KPU kreeg 24,7% van de stemmen, goed voor 121 van de 450 zetels in de Verchovna Rada (parlement). Dat was een winst van 31 zetels t.o.v. de parlementsverkiezingen van 1994. 

## Uitslag
| Uitslag van de parlementsverkiezingen | Uitslag van de parlementsverkiezingen | Uitslag van de parlementsverkiezingen               | Uitslag van de parlementsverkiezingen | Uitslag van de parlementsverkiezingen | Uitslag van de parlementsverkiezingen |
| #                                     | Logo                                  | Partij                                              | %                                     | Zetels                                |                                       |
| ------------------------------------- | ------------------------------------- | --------------------------------------------------- | ------------------------------------- | ------------------------------------- | ------------------------------------- |
| 1.                                    | Logo KPU                              | Communistische Partij van Oekraïne                  | 24,7%                                 | 121 / 450                             |                                       |
| 2.                                    | Partijloos/ onafhankelijk             | Onafhankelijk                                       |                                       | 111 / 450                             |                                       |
| 3.                                    |                                       | Roech (Volksbeweging van Oekraïne)                  | 9,4%                                  | 46 / 450                              |                                       |
| 4.                                    |                                       | SPU/SelPU                                           | 8,5%                                  | 34 / 450                              |                                       |
| 5.                                    |                                       | Democratische Volkspartij                           | 5,0%                                  | 28 / 450                              |                                       |
| 6.                                    | Logo Hormada                          | Hromada                                             | 4,7%                                  | 24 / 450                              |                                       |
| 7.                                    |                                       | Sociaaldemocratische Partij van Oekraïne (Verenigd) | 4,0%                                  | 17 / 450                              |                                       |
| 8.                                    | Logo PZU                              | Groene Partij van Oekraïne                          | 5,5%                                  | 19 / 450                              |                                       |
| 9.                                    |                                       | Progressieve Socialistische Partij van Oekraïne     | 4,0%                                  | 16 / 450                              |                                       |
| —                                     |                                       | Overige partijen en kandidaten                      |                                       | 30 / 450                              |                                       |
| —                                     |                                       | Vacant                                              |                                       | 4 / 450                               |                                       |
| Totaal                                | Totaal                                |                                                     |                                       | 450                                   |                                       |
| Bron: Uitslag                         |                                       |                                                     |                                       |                                       |                                       |